# Oreosaurus achlyens
Oreosaurus achlyens — вид ящірок родини гімнофтальмових (Gymnophthalmidae). Ендемік Венесуели.

## Поширення і екологія
Oreosaurus achlyens мешкають в горах Прибережного хребта на території венесуельських штатів Яракуй, Карабобо і Арагуа. Вони живуть у вологих гірських і хмарних тропічних лісах, серед опалого листя і під камінням. Зустрічаються на висоті від 1000 до 1400 м над рівнем моря.